# Metallpulver

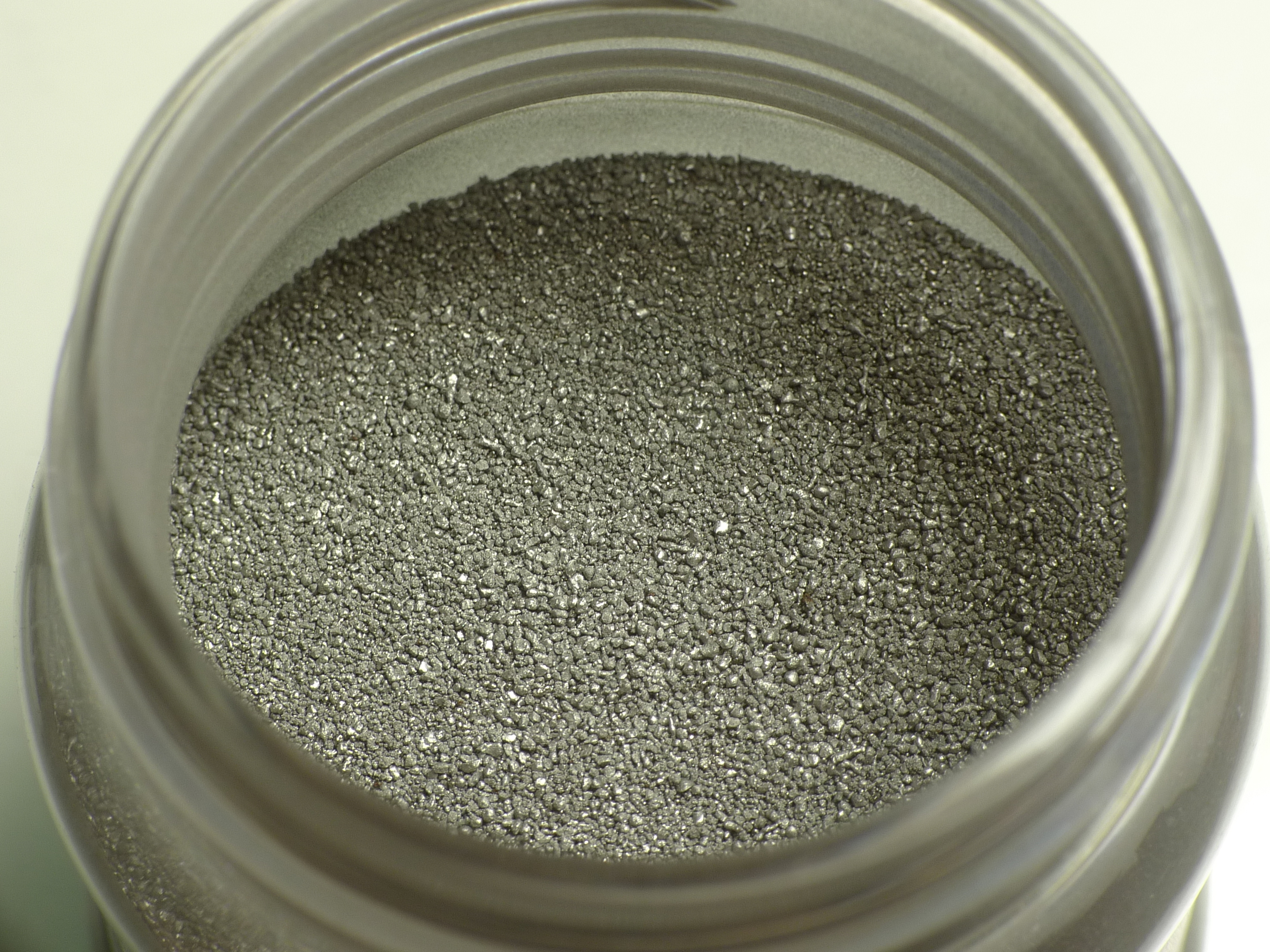
Eisenpulver

Unter einem Metallpulver versteht man ein feines Pulver eines Metalls. Metallpulver werden normalerweise durch Mahlen (mechanisch) gewonnen. Sie können aber auch chemisch oder auf elektrolytischem Wege gewonnen werden. Durch die Zersetzung von Metallcarbonylen in Metall und Kohlenmonoxid können sehr reine und feine Metallpulver erhalten werden. Carbonyleisen wird aus der Zersetzung von Eisenpentacarbonyl gewonnen. Ebenso können Nickel- und Mangan-Pulver hergestellt werden.
Einige Metallpulver brennen unter bestimmten Bedingungen sehr gut, während ein festes Stück des Metalls nicht oder nur schwer brennen kann. Beispiele sind:
- Magnesium (verbrennt mit einer weißen Flamme)
- Aluminium (verbrennt mit einer weißen Flamme und erzeugt dabei große Funken)
- Zink
- Eisen
- Blei

## Herstellung
Die Herstellung von Metallpulvern kann wie folgt aufgegliedert werden:
- Mechanische Verfahren (Zermahlen in einer Mühle oder Zerstäuben einer Metallschmelzen)
- Physikalische Verfahren (Verdampfen des Metalls und anschließende Kondensation, Zerstäuben des Metalls in einem Lichtbogen)
- Chemische Verfahren (Reduktionsverfahren, Carbonylverfahren)
- Elektrolytische Verfahren (In einem elektrolytischen Bad wird das Metall als Pulver an der Kathode niedergeschlagen)

## Verwendung
Metallpulver werden unter anderem in der Pulvermetallurgie verwendet. Hierbei dienen sie als Grundwerkstoff und werden durch Pressen in die gewünschte Werkstückform gebracht. Beim anschließenden Brennen (Sintern) des sogenannten Grünlings verfestigt sich das Formteil durch Diffusionsvorgänge an den Kontaktstellen der Metallpulverpartikel.
Ein anderes Verfahren ist Selektives Lasersintern (Selective Laser Sintering), ein Rapid-Prototyping-Prozess zur schnellen Herstellung von Modellen aus CAD-Daten, dabei findet der Sinterprozess direkt im Pulverbett statt. Diese Verfahren finden im Industrie 4.0-Zeitalter bei 3-D-Druck-Herstellungsprozessen Anwendung und stehen in dieser Branche neben Werkstoffen wie Filamenten aus Kunststoff.
Magnetpulverkupplungen und Magnetpulverbremsen verwenden magnetisierbares (Stahl)pulver zur kraftschlüssigen Übertragung von Drehmoment.